# Thommys Pop Show
Thommys Pop Show war eine Musikshow mit Thomas Gottschalk im ZDF. Sie startete am 27. November 1982, etwa fünf Monate, nachdem Otto Waalkes mit der namensmäßig ähnlichen Ronny’s Pop Show ebenfalls im ZDF auf Sendung gegangen war. Es gab Folgesendungen unter anderem Namen und mit anderer Moderation.

## Thommys Pop Show
Insgesamt wurden elf Folgen gesendet. In der ursprünglichen Sendung Thommys Pop Show stellte Gottschalk Musikvideos vor und lud einen Studiogast ein. Neun Folgen wurden bis zum 3. Dezember 1983 gezeigt. Zwei Folgen wurden als Thommys Pop Show extra zum Jahresende am 17. Dezember 1983 und am 8. Dezember 1984 ausgestrahlt, in denen zahlreiche Künstler mit Playback in der Westfalenhalle Dortmund auftraten.
| Thommys Pop Show extra vom 17. Dezember 1983 – Künstler und Songs |
| Spider Murphy Gang – Mir san a bayrische Band • Ich schau’ dich an \| Righeira – Vamos a la playa • No tengo dinero \| Barclay James Harvest – Life Is for Living • Paraiso Dos Cavalos • Ring of Changes \| Robin Gibb – Juliett • How old are you? \| Ricchi e Poveri – Sarà perché ti amo • Ciao Italy, ciao amore \| Elton John – I’m Still Standing • Kiss the Bride • Blue Eyes \| Nena – 99 Luftballons • Leuchtturm • ? (Fragezeichen) \| Paul Young – Wherever I Lay My Hat (That’s My Home) • Come Back and Stay \| Laid Back – Sunshine Reggae • High Society Girl \| Chris de Burgh – Don’t Pay the Ferryman • Where Peaceful Waters Flow • The Getaway \| Shakin’ Stevens – Oh Julie • Cry Just a Little Bit \| Shakin Stevens & Bonnie Tyler – A Rockin’ Good Way \| Bonnie Tyler – Straight From The Heart \| Gazebo – Lunatic • I Like Chopin \| Kim Wilde – Love Blonde • Dancing in the Dark \| Geier Sturzflug – Bruttosozialprodukt • Besuchen Sie Europa (solange es noch steht) \| DÖF – Taxi • Codo … düse im Sauseschritt \| Kajagoogoo – Big Apple • Too Shy • Hang On Now \| Trio – Herz ist Trumpf (Dann rufst du an …) \| F. R. David – I Need You • Words \| Musical Youth – Pass the Dutchie • 007 \| Spandau Ballet – Gold • Pleasure \| Trio – Turaluraluralu – Ich mach BuBu was machst du |
| Thommys Pop Show extra vom 8. Dezember 1984 – Künstler und Songs |
| The Ace Cats – Rockabella \| Tony Esposito – Kalimba de luna • Simba de ammon \| Peter Maffay – Karneval der Nacht • You Won’t Be Hurt Again \| Roger Hodgson – Give a Little Bit • In Jeopardy \| Laura Branigan – Self Control • The Lucky One - Satisfaction \| Chris de Burgh – I Love the Night • The Head and the Heart • High on Emotion \| Klaus Lage – 1000 und 1 Nacht • Monopoli \| Shakin’ Stevens – Teardrops • A Letter to You \| Barclay James Harvest – Rebel Women • Victims of Circumstance \| Depeche Mode – Blasphemous Rumours • People Are People \| Limahl – The NeverEnding Story • Tar Beach \| Nena – Rette mich • Irgendwie, irgendwo, irgendwann \| Billy Idol – Eyes Without a Face • Flesh for Fantasy \| Duran Duran – The Reflex • The Wild Boys \| Gianna Nannini – Fotoromanza • Bla Bla \| Billy Ocean – European Queen • Suddenly \| Kim Wilde – Suburbs of Moscow • The Second Time \| Talk Talk – Such a Shame • It’s My Life \| Stefan Waggershausen – Mitten ins Herz \| Stefan Waggershausen & Alice – Close to the Fire \| Alice – Notte a Roma \| Spandau Ballet – Highly Strung • Round and Round \| Alphaville – Big in Japan • Forever Young \| Howard Jones – Pearl in the Shell • Like to Get to Know You Well \| Spider Murphy Gang – Pfüati Gott Elisabeth • Sch-Bum \| Ray Parker, Jr. – Ghostbusters • I Still Can’t Get Over Loving You \| Evelyn Thomas – High Energy • Heartless \| Patto – Black and White • D.A.N.C.I.N./T.A.N.Z.E.N. \| Raff – Change Your Mind \| Shannon – Let the Music Play • My Heart’s Divided \| Thompson Twins – Hold Me Now • Lay Your Hands on Me \| Eddy Grant – Boys in the Street • Baby Come Back \| Slade – Rock and Roll Preacher • All Join Hands |

## Peters Pop Show
Die Fortsetzung wurde von 1985 bis einschließlich 1992 (außer 1988) als Peters Pop Show sieben Mal an den Jahresenden von Peter Illmann präsentiert, der vorher bereits die Musiksendung Formel Eins im Ersten und ab 1985 zugleich den P. I. T. – Peter-Illmann-Treff im ZDF moderierte.
Sie wurde zu einer Tradition im ZDF bis 1993 (außer 1988, wo nur ein "Best of" gesendet wurde) regelmäßig vor Weihnachten in der Westfalenhalle mit mehreren Tausend Zuschauern aufgezeichnet und im späten Abend- und Nachtprogramm gesendet. Am Silvestervormittag wurde sie dann wiederholt. Es traten bei den mehrere Stunden dauernden Konzerten internationale Künstler wie Depeche Mode, Mike Oldfield, Whitney Houston, Genesis, Scorpions, Take That oder Bon Jovi sowie deutsche Interpreten wie Modern Talking, Blue System, Nena, Die Toten Hosen, Silly oder Die Prinzen auf. Diese wurden meist als Querschnitt aus den deutschen wie internationalen Hitparaden des vergangenen Jahres ausgewählt. Die Künstler präsentierten zumeist jeweils zwei ihrer erfolgreichen Songs der letzten Zeit.

## ZDF Pop Show
Ende des Jahres 1993 wurde die Sendung noch einmal als ZDF Pop Show präsentiert und von Kristiane Backer, bekannt von MTV, moderiert. Danach wurde die Sendung eingestellt.

## Erfolg
Die Liveshows wurden auch im Ausland viel gesehen. So wurde Peters Pop Show 1986 in 23 verschiedene Länder übertragen. Die letzte Ausgabe von 1993 verfolgten den Angaben zufolge 400 Millionen Zuschauer weltweit.

## Wiederverwertung
U. a. im Rahmen der ZDF-Kultnacht wurden und werden immer wieder einzelne Auftritte aus den Liveshows gezeigt, oft zu Silvester.
Auch sind Zusammenstellungen von Auftritten der Shows auf DVD erhältlich, allerdings nicht die vollständigen Konzerte.